# Aeroportul Okayama
Aeroportul Okayama (IATA: OKJ, ICAO: RJOB) este un aeroport din Okayama, Prefectura Okayama, Japonia ce deservește zona Okayama. Aeroportul a fost tranzitat în 2023 de 1.203.015 pasageri. A fost numit după zona deservită.
Situat la o altitudine de 239 m, aeroportul dispune de o singură pistă.